# Redondela
Redondela és un municipi i vila de la província de Pontevedra, Galícia, situada a la comarca i a l'àrea metropolitana de Vigo.

## Geografia

### Situació

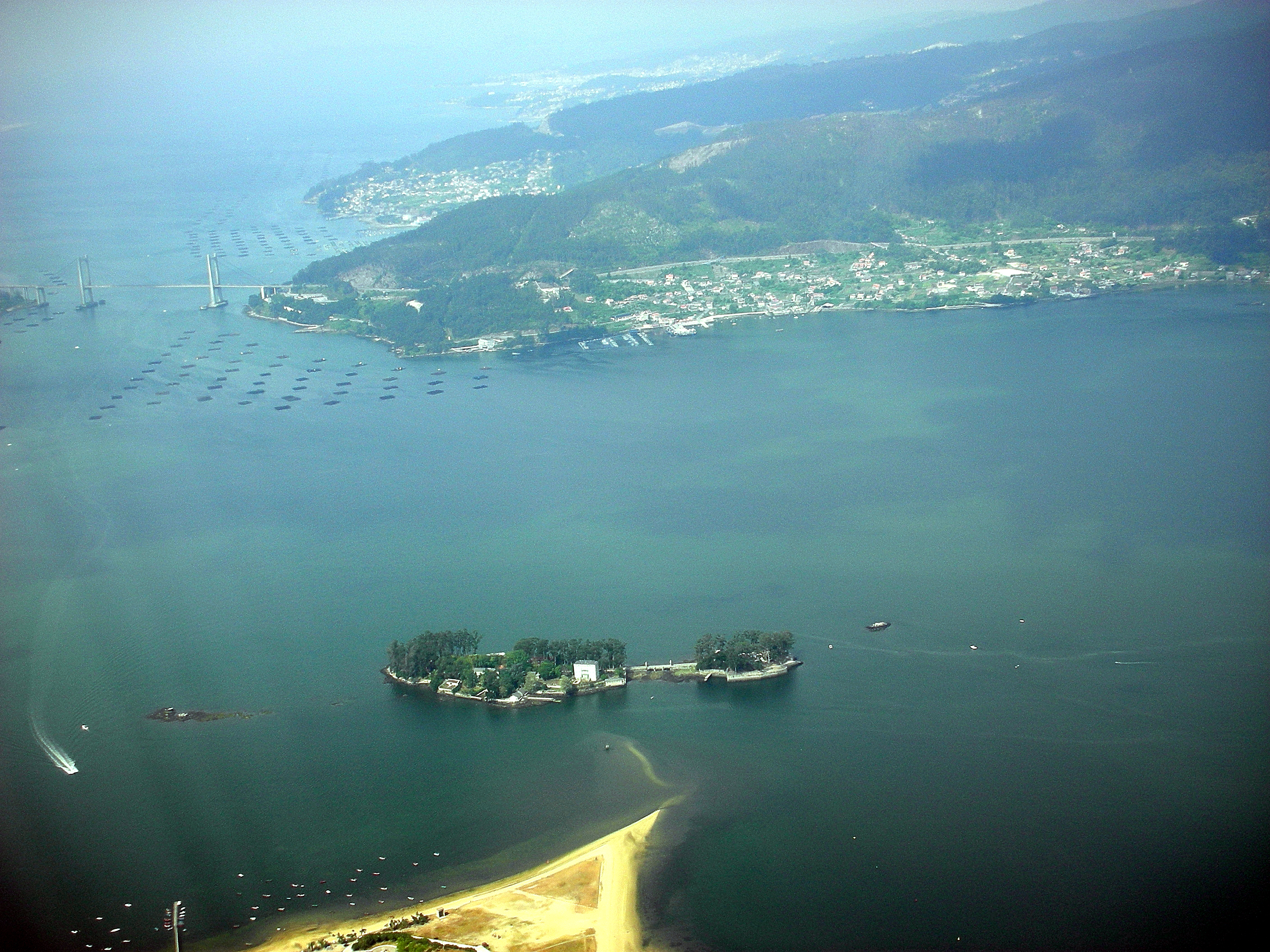
Redondela està situada a la Ría de Vigo (illa de San Simón i el pont de Rande).

L'extrem Oest del municipi voreja la Ria de Vigo i el municipi de Vigo. Pel sud Redondela limita amb el municipi de Vigo, per l'Est amb els municipis de Mos i Pazos de Borbén i pel nord amb Soutomaior. L'orografia de Redondela és muntanyenca/suau donada per elevacions de gairebé 500 metres d'altitud (en el sud del municipi) i per l'altre costat, la vora costanera, que mostra tant un caràcter sorrenc com rocallós. A pesar de la seva baixa altitud Redondela és un terreny molt irregular. El sistema fluvial del municipi de Redondela consisteix en diversos petits cursos fluvials (entre altres Fondón, Cabeiro...) així com diversos rierols (Maceiras i Alvedosa). Part del territori de Vilar de Infesta forma part de les instal·lacions de l'Aeroport de Vigo.
| Nord-oest: Ría de Vigo | Nord: Soutomaior | Nord-est: Soutomaior     |
| Oest: Ría de Vigo      |                  | Est: Pazos de Borbén     |
| Sud-oest: Vigo         | Sud: Mos         | Sud-est: Pazos de Borbén |

### Parròquies
El municipi està dividit en 13 parròquies:

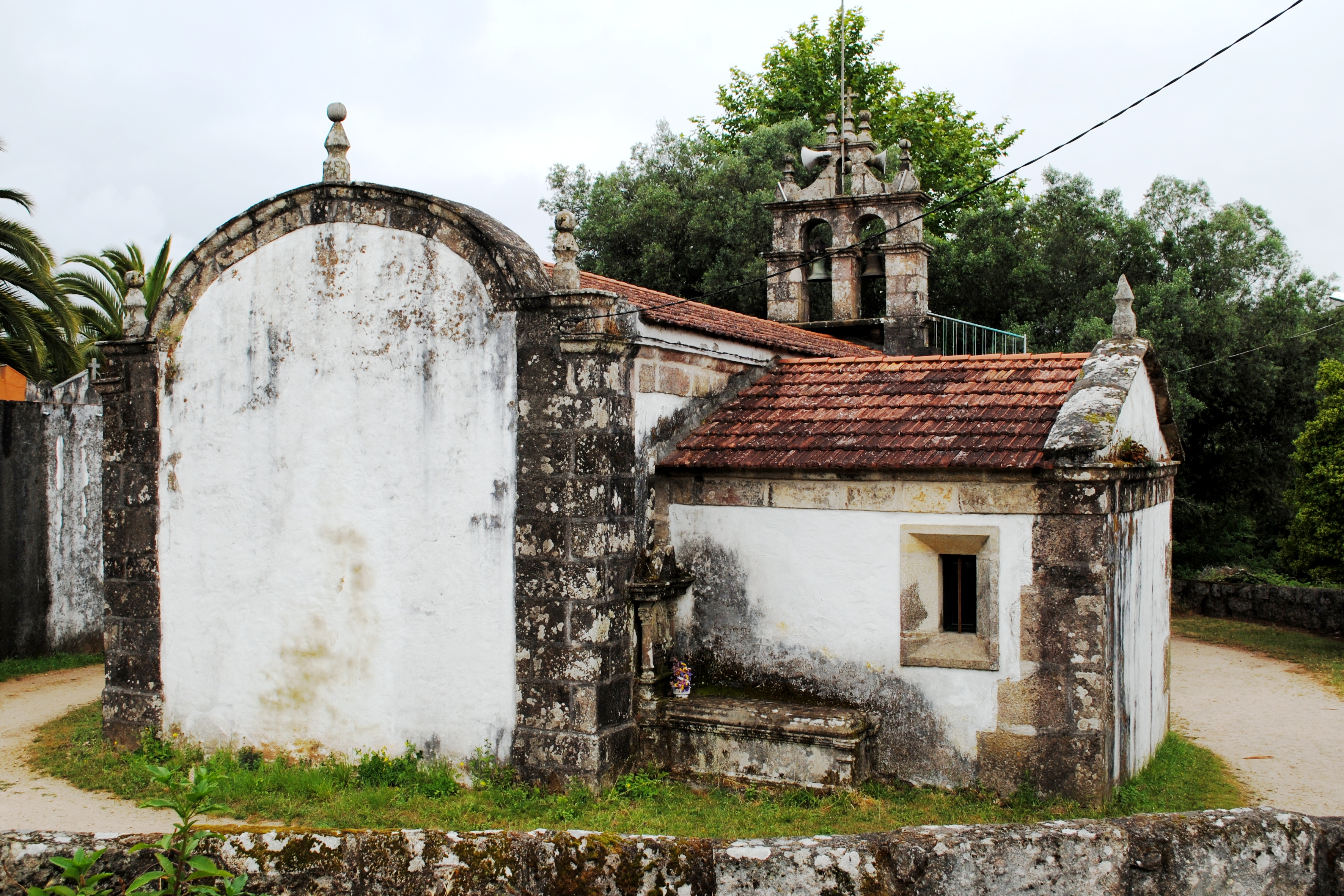
Església de Vilar de Infesta

| #  | Parroquia        | Entitats menors (llocs)                                                                     | Superfici (km²) | Població (hab) | Localització |
| -- | ---------------- | ------------------------------------------------------------------------------------------- | --------------- | -------------- | ------------ |
| 1  | Redondela        | Redondela (centre urbà).                                                                    | 1,7             | 7.436          |              |
| 2  | Cedeira          | A Aldea, Fortóns, A Formiga, Eira Pedriña, Cruceiro, A Portela, Rande.                      | 5,8             | 2.099          |              |
| 3  | Cesantes         | Outeiro das Penas, Carballiño, O Coto, San Pedro, Illa de San Simón.                        | 12              | 3.467          |              |
| 4  | Negros           | Fixón, A Igrexa, Negros, Pregal.                                                            | 2,9             | 533            |              |
| 5  | Cabeiro          | A Igrexa, Portocabeiro.                                                                     | 2               | 755            |              |
| 6  | Chapela          | Angorén, Cidadelle, A Igrexa, Parada, Laredo                                                | -               | 7.696          |              |
| 7  | Trasmañó         | Cabanas, A Igrexa, Trasmañó.                                                                | 4,75            | 1.050          |              |
| 8  | O Viso           | Tuimil, Soutoxuste, Saramagoso, A Nogueira.                                                 | 5,3             | 1.521          |              |
| 9  | Ventosela        | Castiñeira, O Vilar do Mato.                                                                | 4               | 714            |              |
| 10 | Vilar de Infesta | A Igrexa, Millarada 15px (aeroport).                                                        | -               | 1.241          |              |
| 11 | Saxamonde        | Os Valos, Casal do Monte, Padrón, O Souto.                                                  | -               | 797            |              |
| 12 | Quintela         | A Costela, Quinteiro.                                                                       | 2,5             | 694            |              |
| 13 | Reboreda         | Asnelle de Abaixo, Asnelle de Arriba, Santo Paio de Abaixo, Santo Paio de Arriba, Quintana. | 8               | 2.231          |              |

## Festivals

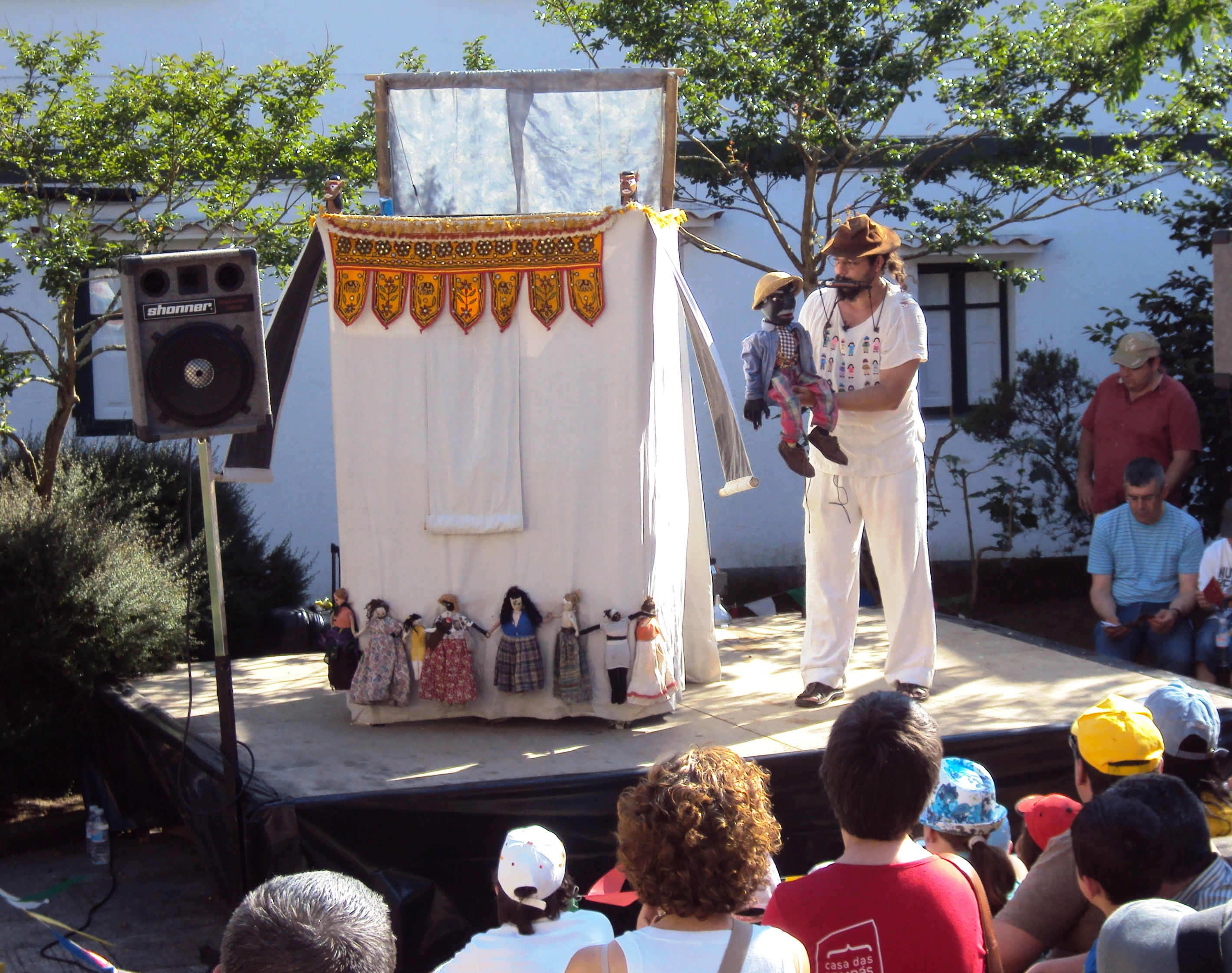
Festival Internacional de Títeres de Redondela

- Redondela en Adobo - Redondela - Festival Internacional de Curtmetratges
- Festival Internacional de Titelles de Redondela - Redondela Finals de maig i principis de juny
- Teatrarte - Redondela - Festival de Teatre
- Nadal Cultural - Redondela Nadal
- Noites Máxicas dos Viaductes - Redondela Estiu
- Entroido de Verán (Carnaval d'estiu) - Redondela Agost
- Noite da Lúa Meiga - O Aspecte. Redondela. Últim dissabte d'agost - Folk i música tradicional.
- Lixorrock - Redondela Estiu - Festival de música a l'aire lliure
- Musicarte - Redondela Setembre - Festival de música i altres arts

## Festes
Gastronòmiques

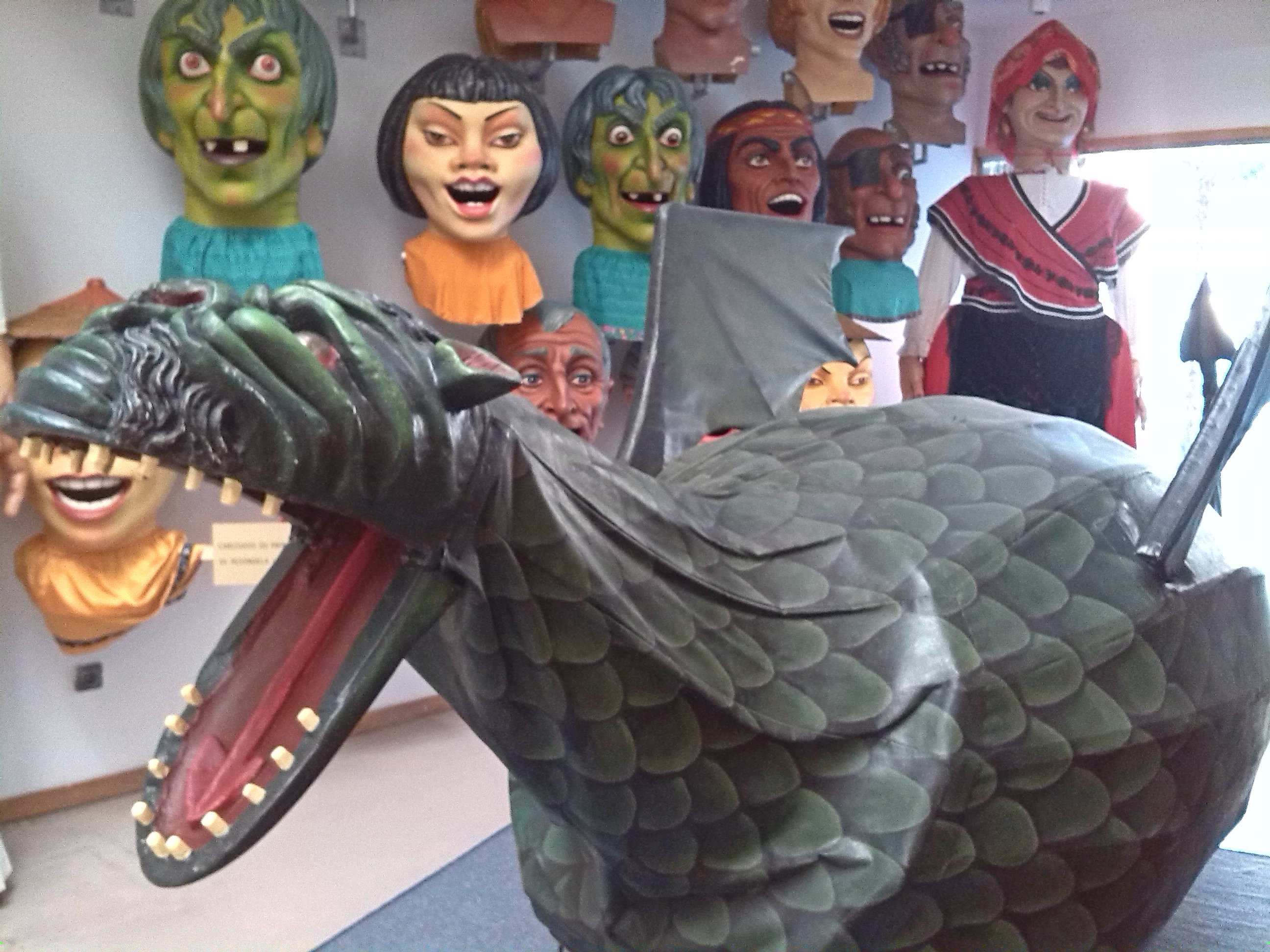
La Coca, semblant a la Cuca Fera, amb els gegants al fons (Festa da Coca).

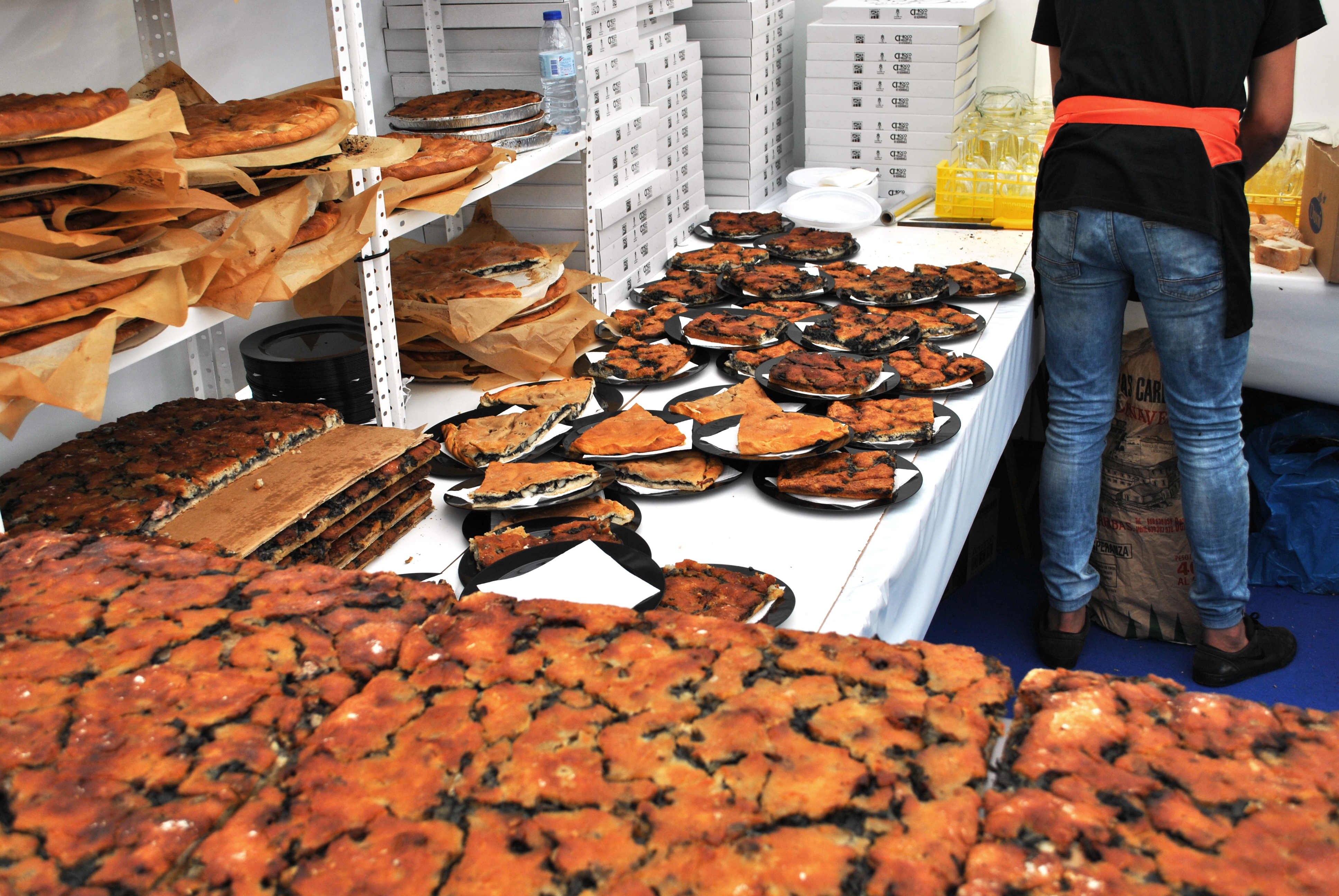
Empanades de xoco, a la Festa do Xoco.

- Festa do Xoco - Redondela 2n cap de setmana de maig
- Magosto - Redondela novembre
- Festa da Orella - Cedeira desembre
- Festa dona Mazá - Sant Estevo de Negres Primera fi dona setmana d'octubre
- Festa do Mariñeiro - Cesantes
- Festa do Mexilón - Chapela setembre

Civils
- Festa da Coca - Redondela finals de maig a principis de juny
- Festa do Samaín - Redondela 31 d'octubre
- Os Maios - Redondela 1 de maig
- O Entroido - Redondela febrer
- O Entroido de verán - Redondela Finals d'agost

Religioses
- Cavalcada dels Reis Mags - Redondela Primera setmana de gener
- Festa das Angustias
- Festa de Santa María de Reboreda - Reboreda Mitjans d'Agost
- Festa do Carme - Chapela Finals de juliol
- Festa das Dores - O Viso - Primer cap de setmana de setembre

## Política

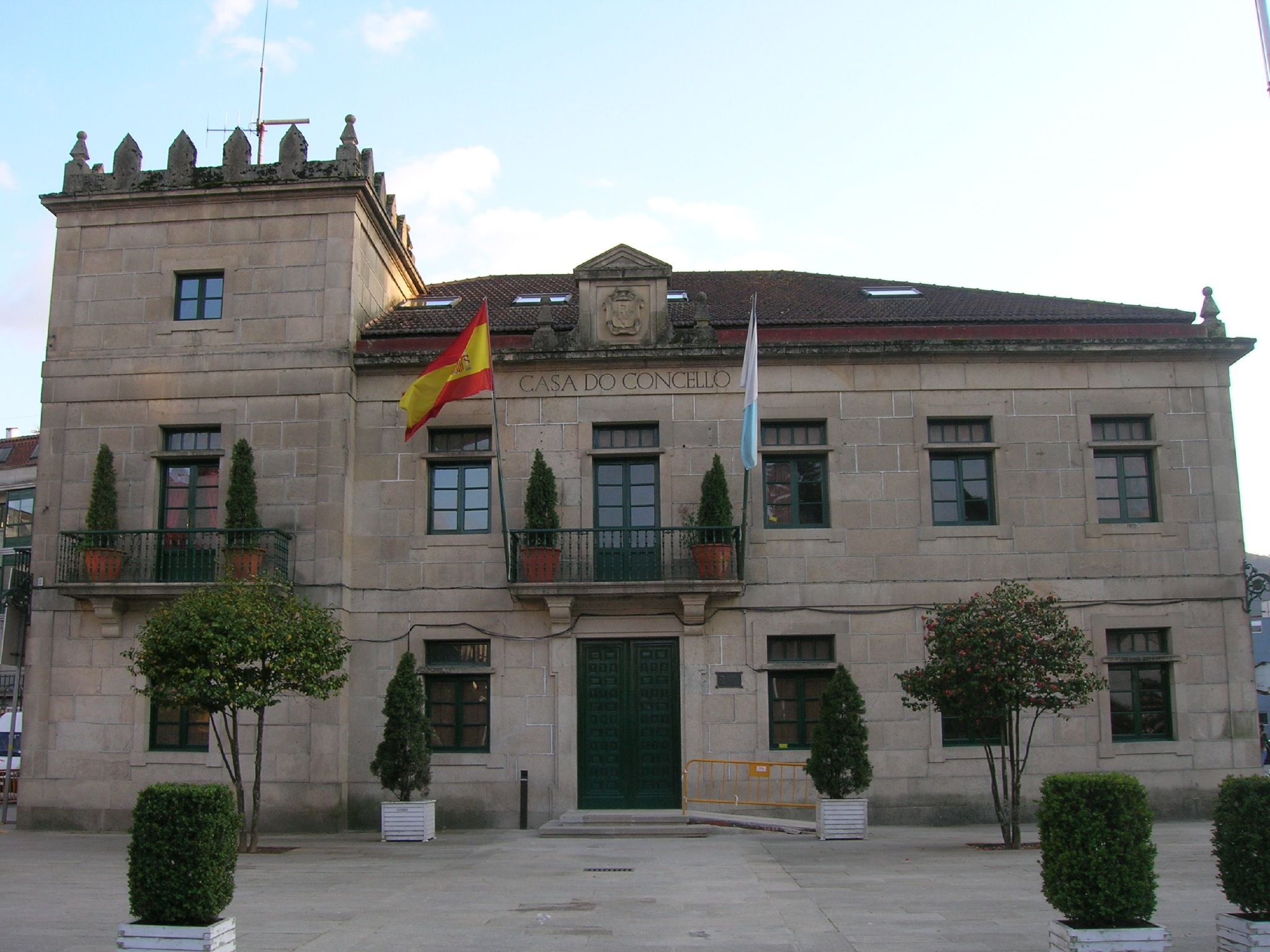
Façana de la casa do Concello.

A les darreres eleccions municipals a Redondela, el resultats van ser els següents:
| Partit                               | Vots  | Percentatge | Concelleiros |
| ------------------------------------ | ----- | ----------- | ------------ |
| Partido Popular                      | 6.029 | 37,32%      | 9            |
| Partido Socialista de Galicia        | 5.256 | 32,53%      | 7            |
| Agrupación de Electores de Redondela | 2.164 | 13,4%       | 3            |
| Bloque Nacionalista Galego           | 1.325 | 8,2%        | 2            |

## Esport
- Handbol: Club Balonmano Chapela, Sociedad Atlética Redondela.
- Rem: Club de Remo Chapela, CCD Cesantes.
- Futbol: Club Deportivo Choco, EFB Redondela.
- Futbol sala: Redondela FS.
- Tennis taula: Centro Recreativo Cultural de Redondela.

## Persones il·lustres
- Antero Rubín Homet, militar i polític (1851-1923)
- Ignacio Ramonet, catedràtic de Teoria de la comunicació
- José Ángel Egido, actor (1951)
- Ernestina Otero Sestelo, pedagoga (1980 - 1956)
- Casto Sampedro y Folgar, (1848-1937), compositor, folklorista i musicòleg